# Asparagus maritimus
Asparagus maritimus là một loài thực vật có hoa trong họ Măng tây. Loài này được (L.) Mill. mô tả khoa học đầu tiên năm 1768.